# Strike Fighters Flight Simulator
Strike Fighters è un videogioco della Third Wire riguardante la simulazione degli aerei da combattimento. Il titolo originale è Strike Fighters: Project 1 ma è stato ridistribuito in Italia come Strike Fighters Flight Simulator dalla FX Interactive.
Sono disponibili 4 caccia più le versioni successive, ma si possono scaricare altri 8 aerei nel sito di Fx Interactive.

## Aerei giocabili

### Aerei disponibili
- F-100D Super Sabre
- A-4 Skyhawk
- F-104C Starfighter
- F-4 Phantom II

### Aerei aggiuntivi scaricabili dal sito
- A-10 Thunderbolt II
- F-105 Thunderchief
- F-14D Tomcat
- F-15C Eagle
- F-16 Falcon
- F/A 18A Hornet
- Mirage III0
- P51d

Dopo aver scaricato gli altri caccia il numero totale arriva a 25 includendo le varie versioni.

## Aerei non giocabili controllati dall'intelligenza artificiale
- MiG-15
- MiG-17
- MiG-19
- IL-28 Beagle
- MiG-21

## Armi disponibili

### Cannoni
- Mk.12 da 20mm
- M39 20mm
- Vulcan M61 da 20mm

### Missili
- Missili aria-aria:
- Missili guidati a infrarossi:
- AIM-9B Sidewinder
- AIM-9E Sidewinder
- AIM-9E-2 Sidewinder
- AIM-9J Sidewinder
- Missili guidati via radar:
- AIM-7D Sparrow
- AIM-7E Sparrow
- AIM-7E-2 Sparrow
- Missili aria-terra:
- Missili antiradiazione:
- AGM-45° Shrike
- AGM-78B Standard ARM
- Razzi:
- Lanciarazzi LAU-3/A
- Lanciarazzi LAU-10/A
- Lanciarazzi LAU-33/3A

### Bombe
- Serie MK.80
- Bomba M-117 750lb
- Bomba frenata Mk.82 Snakeye
- Bomba a grappolo Mk.20 Rockeye
- BLU-1 Napalm

## Requisiti
- Requisiti hardware e software:	OS Windows XP, Pentiun II 500 MHz, 128Mb RAM, 16MB 3D Video Card che supporti DirectX 8.1, 500 MB spazio libero su hard disk
- Requisiti Consigliati: Windows XP, CPU Intel/AMD 2 GHz, 512MB RAM, 128MB video card